# 富山県警察航空隊

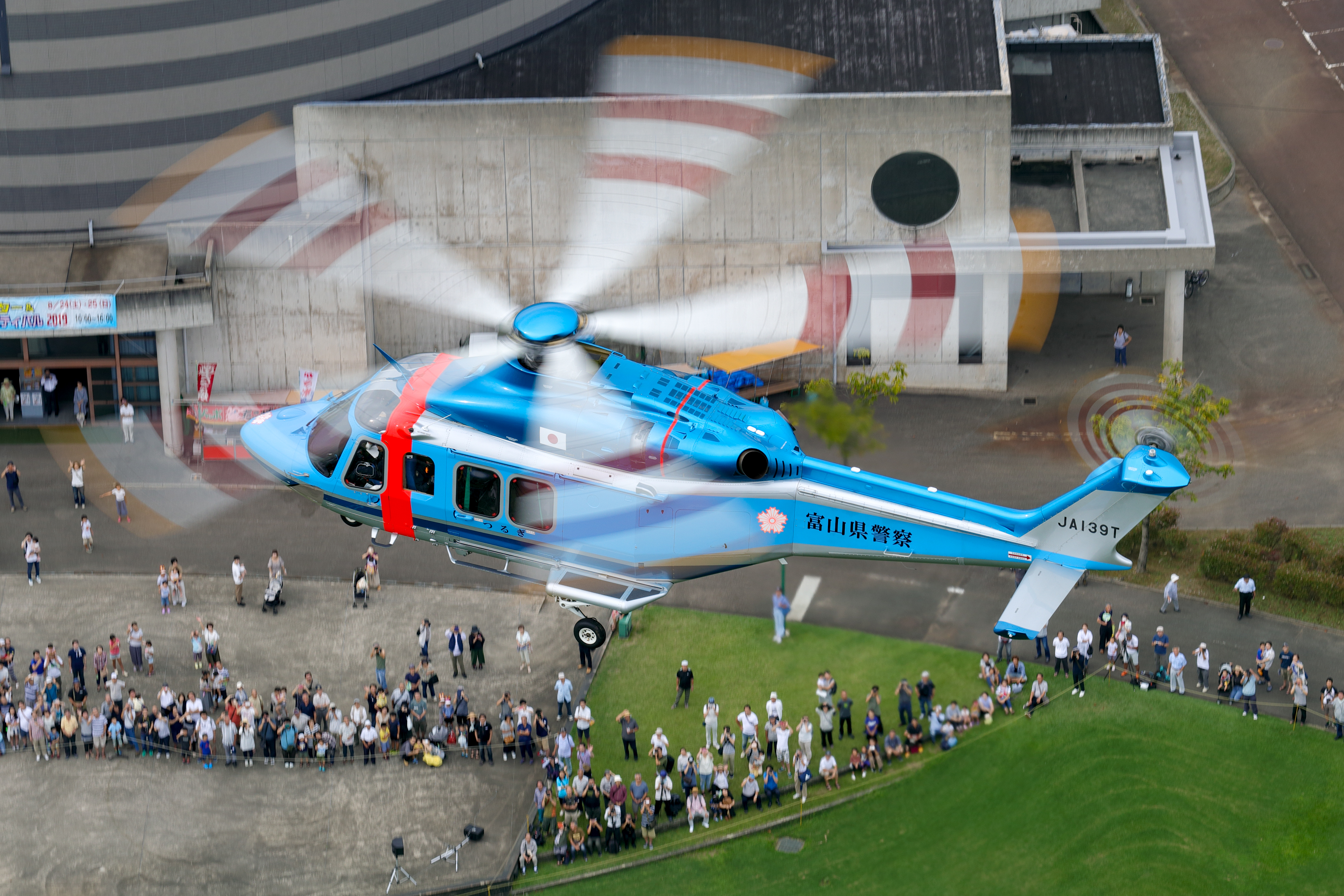
富山県警察航空隊のつるぎ

富山県警察航空隊（とやまけんけいさつこうくうたい）は、富山県警察の機関であり、基地は富山空港内に位置する。

## 運航要員
ヘリコプター（以下、「ヘリ」と記述）運航のパイロット（警察官）と整備士は富山県警察が直接雇用している。山岳救助を志した元自衛隊員などを中途採用した。
救助出動の場合、パイロットと整備士、状況に応じて救助作業用に山岳警備隊員1～2名程度が搭乗するが、重量に制限がある場合は、整備士が救助オペレーターを担当する。

## 導入の背景

### つるぎ（初代）
富山県は民間のヘリが充実し救助技術も高かったことから、警察庁からはヘリの配備要望するよう説得されたが、
特に不便は感じず、維持費が高く「金食い虫」となる県警ヘリの導入は見送られていた。1985年5月に山岳警備隊員が遭難者の遺体搬送中に負傷し二重遭難の結果殉職する事案が発生し、自前ヘリ導入の機運が警察内外で高まり、警察庁へ配備要望を出した。

### つるぎ（2代目）
初代つるぎは、警察用ヘリとしては問題ないものの、小型でパワーが弱く、「3000メートル級の山岳救助がほとんどである」とメーカー表彰時に訪れた担当者に説明すると「クレイジー」を連発するほどであった。
初代つるぎでの山岳救助の限界を感じ、早くも代替機を要望したが、富山県警本部の新庁舎建築と重なり、「新庁舎建設のために多額の予算が必要なこのときに、金食い虫の新型機を要望するとは何事か」と一蹴された。1994年に千葉行雄警察本部長が赴任し、山岳状況視察の折ヘリ救助の現状と山岳救助に適したヘリ導入を訴え、警察庁も理解を示し国に対する予算要望が具体化したが国の予算ではカットされていた。1995年の阪神・淡路大震災でヘリの威力や有効性が広く認められ、危機管理の点から関係省庁に複数配置の基本計画が打ち出されると大型補正予算が組まれ、富山県警察のヘリ入れ替え配備が認められた。
ヘリ入れ替えにより、人員増や新機種導入に伴うパイロットおよび整備士の海外研修などに相当な費用が必要となり富山県の対応が懸念されたが、当時の中沖豊知事が「命がけで遭難者の救助をしている山岳警備隊は、富山県の誇りである。警備隊と一体となる航空隊の予算カットをしてはだめだ」と英断し懸念は払拭された。

## 沿革
- 1985年（昭和60年）5月27日：山岳警備隊員が二重遭難で殉職。当時、民間ヘリは県外へ出ており救助出動できなかった。
- 1988年（昭和63年）2月：つるぎ（初代）運用開始
- 1991年（平成3年）：メーカーより救助等の成果100人達成のメーカー表彰を受ける
- 1995年（平成5年）10月～11月：つるぎ（2代目）導入に備え、パイロット・整備士を海外研修派遣
- 1996年（平成8年）
  - 夏：つるぎ（2代目）運用開始
  - 12月：つるぎ（初代）、沖縄県警察へ移管
- 2014年（平成26年）11月20日：つるぎ（3代目）就航式[1]

## ヘリコプター諸元

### つるぎ（初代）
- 型式：ベル 206L-3 ロングレンジャー III
- 登録番号：JA9499
- 救助人数：205人（山岳：179人、その他：26人）
- ホバリング性能が低く現場付近に着陸して機内に収容する救助方法を基本とした

### つるぎ（2代目）
- 型式:アグスタ A109K2
- 登録番号：JA6769
- 救助人数：658人[2]
- 現場上空でホイスト・ケーブルにより直接引き上げるのを基本とした

### つるぎ（3代目）
- 型式：アグスタウエストランド AW139
- 登録番号：JA139T
- 搭載機材
  - バックカメラ
  - 赤外線カメラ